# Цупренков, Степан Григорьевич
Степан Григорьевич Цупренков, другой вариант фамилии — Цупренко (14 ноября 1922 — 24 апреля 1991) — командир танка 3-й танковой бригады 23-го танкового корпуса 3-го Украинского фронта, младший лейтенант. Герой Советского Союза.

## Биография
Родился 14 ноября 1922 года в селе Крымки, которое ныне входит в состав Кропивницкого района Кировоградской области Украины в семье Григория Григорьевича (ум. 1975) и Доры Ивановны Цупренко. Помимо него в семье было ещё трое сыновей — Пётр, Василий и Фёдор. Все братья были участниками Великой Отечественной войны.
Украинец. Член ВКП(б)/КПСС с 1947 года. Окончил 7 классов. Работал токарем на заводе «Красная Звезда» в городе Кировоград и в паровозном депо в городе Волховстрой Ленинградской области.
В Красной Армии с апреля 1941 года. На фронте в Великую Отечественную войну с декабря 1941 года. В 1943 году окончил Харьковское танковое училище.
Командир танка 3-й танковой бригады кандидат в члены ВКП младший лейтенант Степан Цупренков в период Балатонской оборонительной операции, отражая атаки противника в районе южнее венгерского города Позманд, 12-13 марта 1945 года уничтожил семь вражеских танков из них 2 танка Короле́вский тигр.
Указом Президиума Верховного Совета СССР от 15 мая 1946 года за образцовое выполнение боевых заданий командования и проявленные при этом мужество и героизм, младший лейтенанту Цупренкову Степану Григорьевичу присвоено звание Героя Советского Союза с вручением ордена Ленина и медали «Золотая Звезда».
С 1945 года С. Г. Цупренков — в запасе. В 1953 году окончил юридический институт. Работал прокурором Орджоникидзевского района в городе Харьков. Умер 24 апреля 1991 года. Похоронен на кладбище № 2 в Харькове.
Награждён орденом Ленина, двумя орденами Отечественной войны 1-й степени, орденом Отечественной войны 2-й степени, медалями.